# 추전저
추전저(중국어: 邱振哲, 한자음: 구진철, 1989년 8월 20일~)는 대만의 가수이다.